# Tour de Norvège 2025
La 14e édition du Tour de Norvège a eu lieu du 29 mai au 1er juin 2025 au sud-ouest de la Norvège. La course fait partie du calendrier UCI ProSeries 2025, le deuxième niveau mondial du cyclisme sur route, en catégorie 2.Pro.

## Équipes
17 équipes de maximum six coureurs participent à la course : 7 équipes World Tour, 5 équipes continentales professionnelles, 4 équipes continentales et 1 équipe nationale.
| WorldTeams (7)- Team Visma \| Lease a Bike - UAE Team Emirates XRG - Alpecin-Deceuninck - Ineos Grenadiers - Intermarché-Wanty - Red Bull-BORA-hansgrohe - Team Picnic-PostNL ProTeams (5)- Lotto - Israel-Premier Tech - Unibet Tietema Rockets - Uno-X Mobility - Team Flanders-Baloise Équipes continentales (4)- Team Coop-Repsol - Lillehammer CK Continental Team - ColoQuick - Project Echelon Racing Équipe nationale- Norvège |
| |

## Étapes
| Étape     | Date   | Villes étapes             | type                      | Distance (km) | Vainqueur d'étape  | Leader du classement général |
| --------- | ------ | ------------------------- | ------------------------- | ------------- | ------------------ | ---------------------------- |
| 1re étape | 29 mai | Solakrossen – Solakrossen | étape de plaine           | 179           | Storm Ingebrigtsen | Storm Ingebrigtsen           |
| 2e étape  | 30 mai | Egersund – Oltedal        | étape vallonnée           | 211,8         | Matthew Brennan    | Matthew Brennan              |
| 3e étape  | 31 mai | Jørpeland – Solbakk       | étape de moyenne montagne | 142           | Maxim Van Gils     | Matthew Brennan              |
| 4e étape  | 1 juin | Stavanger – Stavanger     | étape vallonnée           | 126           | Matthew Brennan    | Matthew Brennan              |

## Déroulement de la course

### 1reétape
| \| Classement de l'étape \| Classement de l'étape \| Classement de l'étape \| Classement de l'étape \| Classement de l'étape \| \| Coureur \| Coureur \| Pays \| Équipe \| Temps \| \| --------------------- \| --------------------- \| --------------------- \| -------------------------- \| --------------------- \| \| 1er \| Storm Ingebrigtsen \| Norvège \| Team Coop-Repsol \| 4 h 06 min 57 s \| \| 2e \| Matthew Brennan \| Royaume-Uni \| Team Visma \\| Lease a Bike \| + 3 s \| \| 3e \| Tibor Del Grosso \| Pays-Bas \| Alpecin-Deceuninck \| + 3 s \| \| 4e \| Sebastián Molano \| Colombie \| UAE Team Emirates XRG \| + 3 s \| \| 5e \| Alexander Kristoff \| Norvège \| Uno-X Mobility \| + 3 s \| |                    |             |                            |                 |
| |                    |             |                            |                 |
| |                    |             |                            |                 |
| Classement de l'étape |                    |             |                            |                 |
| Coureur | Coureur            | Pays        | Équipe                     | Temps           |
| 1er | Storm Ingebrigtsen | Norvège     | Team Coop-Repsol           | 4 h 06 min 57 s |
| 2e | Matthew Brennan    | Royaume-Uni | Team Visma \| Lease a Bike | + 3 s           |
| 3e | Tibor Del Grosso   | Pays-Bas    | Alpecin-Deceuninck         | + 3 s           |
| 4e | Sebastián Molano   | Colombie    | UAE Team Emirates XRG      | + 3 s           |
| 5e | Alexander Kristoff | Norvège     | Uno-X Mobility             | + 3 s           |

| \| Classement général \| Classement général \| Classement général \| Classement général \| Classement général \| \| Coureur \| Coureur \| Pays \| Équipe \| Temps \| \| ------------------ \| ------------------ \| ------------------ \| -------------------------- \| ------------------ \| \| 1er \| Storm Ingebrigtsen \| Norvège \| Team Coop-Repsol \| 4 h 06 min 43 s \| \| 2e \| Matthew Brennan \| Royaume-Uni \| Team Visma \\| Lease a Bike \| + 11 s \| \| 3e \| Tibor Del Grosso \| Pays-Bas \| Alpecin-Deceuninck \| + 13 s \| \| 4e \| Sebastián Molano \| Colombie \| UAE Team Emirates XRG \| + 17 s \| \| 5e \| Alexander Kristoff \| Norvège \| Uno-X Mobility \| + 17 s \| |                    |             |                            |                 |
| |                    |             |                            |                 |
| |                    |             |                            |                 |
| Classement général |                    |             |                            |                 |
| Coureur | Coureur            | Pays        | Équipe                     | Temps           |
| 1er | Storm Ingebrigtsen | Norvège     | Team Coop-Repsol           | 4 h 06 min 43 s |
| 2e | Matthew Brennan    | Royaume-Uni | Team Visma \| Lease a Bike | + 11 s          |
| 3e | Tibor Del Grosso   | Pays-Bas    | Alpecin-Deceuninck         | + 13 s          |
| 4e | Sebastián Molano   | Colombie    | UAE Team Emirates XRG      | + 17 s          |
| 5e | Alexander Kristoff | Norvège     | Uno-X Mobility             | + 17 s          |

### 2eétape
| \| Classement de l'étape \| Classement de l'étape \| Classement de l'étape \| Classement de l'étape \| Classement de l'étape \| \| Coureur \| Coureur \| Pays \| Équipe \| Temps \| \| --------------------- \| --------------------- \| --------------------- \| -------------------------- \| --------------------- \| \| 1er \| Matthew Brennan \| Royaume-Uni \| Team Visma \\| Lease a Bike \| 5 h 09 min 12 s \| \| 2e \| Maxim Van Gils \| Belgique \| Red Bull-Bora-Hansgrohe \| + 0 s \| \| 3e \| Victor Langellotti \| Monaco \| Ineos Grenadiers \| + 0 s \| \| 4e \| Tobias Lund Andresen \| Danemark \| Team Picnic-PostNL \| + 3 s \| \| 5e \| Jan Christen \| Suisse \| UAE Team Emirates XRG \| + 3 s \| |                      |             |                            |                 |
| |                      |             |                            |                 |
| |                      |             |                            |                 |
| Classement de l'étape |                      |             |                            |                 |
| Coureur | Coureur              | Pays        | Équipe                     | Temps           |
| 1er | Matthew Brennan      | Royaume-Uni | Team Visma \| Lease a Bike | 5 h 09 min 12 s |
| 2e | Maxim Van Gils       | Belgique    | Red Bull-Bora-Hansgrohe    | + 0 s           |
| 3e | Victor Langellotti   | Monaco      | Ineos Grenadiers           | + 0 s           |
| 4e | Tobias Lund Andresen | Danemark    | Team Picnic-PostNL         | + 3 s           |
| 5e | Jan Christen         | Suisse      | UAE Team Emirates XRG      | + 3 s           |

| \| Classement général \| Classement général \| Classement général \| Classement général \| Classement général \| \| Coureur \| Coureur \| Pays \| Équipe \| Temps \| \| ------------------ \| -------------------- \| ------------------ \| -------------------------- \| ------------------ \| \| 1er \| Matthew Brennan \| Royaume-Uni \| Team Visma \\| Lease a Bike \| 9 h 15 min 56 s \| \| 2e \| Victor Langellotti \| Monaco \| Ineos Grenadiers \| + 12 s \| \| 3e \| Tibor Del Grosso \| Pays-Bas \| Alpecin-Deceuninck \| + 15 s \| \| 4e \| Storm Ingebrigtsen \| Norvège \| Team Coop-Repsol \| + 16 s \| \| 5e \| Tobias Lund Andresen \| Danemark \| Team Picnic-PostNL \| + 19 s \| |                      |             |                            |                 |
| |                      |             |                            |                 |
| |                      |             |                            |                 |
| Classement général |                      |             |                            |                 |
| Coureur | Coureur              | Pays        | Équipe                     | Temps           |
| 1er | Matthew Brennan      | Royaume-Uni | Team Visma \| Lease a Bike | 9 h 15 min 56 s |
| 2e | Victor Langellotti   | Monaco      | Ineos Grenadiers           | + 12 s          |
| 3e | Tibor Del Grosso     | Pays-Bas    | Alpecin-Deceuninck         | + 15 s          |
| 4e | Storm Ingebrigtsen   | Norvège     | Team Coop-Repsol           | + 16 s          |
| 5e | Tobias Lund Andresen | Danemark    | Team Picnic-PostNL         | + 19 s          |

### 3eétape
| \| Classement de l'étape \| Classement de l'étape \| Classement de l'étape \| Classement de l'étape \| Classement de l'étape \| \| Coureur \| Coureur \| Pays \| Équipe \| Temps \| \| --------------------- \| --------------------- \| --------------------- \| -------------------------- \| --------------------- \| \| 1er \| Maxim Van Gils \| Belgique \| Red Bull-Bora-Hansgrohe \| 3 h 23 min 17 s \| \| 2e \| Matthew Brennan \| Royaume-Uni \| Team Visma \\| Lease a Bike \| + 0 s \| \| 3e \| Victor Langellotti \| Monaco \| Ineos Grenadiers \| + 0 s \| \| 4e \| Jan Christen \| Suisse \| UAE Team Emirates XRG \| + 0 s \| \| 5e \| Huub Artz \| Pays-Bas \| Intermarché-Wanty \| + 3 s \| |                    |             |                            |                 |
| |                    |             |                            |                 |
| |                    |             |                            |                 |
| Classement de l'étape |                    |             |                            |                 |
| Coureur | Coureur            | Pays        | Équipe                     | Temps           |
| 1er | Maxim Van Gils     | Belgique    | Red Bull-Bora-Hansgrohe    | 3 h 23 min 17 s |
| 2e | Matthew Brennan    | Royaume-Uni | Team Visma \| Lease a Bike | + 0 s           |
| 3e | Victor Langellotti | Monaco      | Ineos Grenadiers           | + 0 s           |
| 4e | Jan Christen       | Suisse      | UAE Team Emirates XRG      | + 0 s           |
| 5e | Huub Artz          | Pays-Bas    | Intermarché-Wanty          | + 3 s           |

| \| Classement général \| Classement général \| Classement général \| Classement général \| Classement général \| \| Coureur \| Coureur \| Pays \| Équipe \| Temps \| \| ------------------ \| ------------------ \| ------------------ \| -------------------------- \| ------------------ \| \| 1er \| Matthew Brennan \| Royaume-Uni \| Team Visma \\| Lease a Bike \| 12 h 39 min 03 s \| \| 2e \| Victor Langellotti \| Monaco \| Ineos Grenadiers \| + 18 s \| \| 3e \| Jan Christen \| Suisse \| UAE Team Emirates XRG \| + 29 s \| \| 4e \| Tibor Del Grosso \| Pays-Bas \| Alpecin-Deceuninck \| + 33 s \| \| 5e \| Huub Artz \| Pays-Bas \| Intermarché-Wanty \| + 34 s \| |                    |             |                            |                  |
| |                    |             |                            |                  |
| |                    |             |                            |                  |
| Classement général |                    |             |                            |                  |
| Coureur | Coureur            | Pays        | Équipe                     | Temps            |
| 1er | Matthew Brennan    | Royaume-Uni | Team Visma \| Lease a Bike | 12 h 39 min 03 s |
| 2e | Victor Langellotti | Monaco      | Ineos Grenadiers           | + 18 s           |
| 3e | Jan Christen       | Suisse      | UAE Team Emirates XRG      | + 29 s           |
| 4e | Tibor Del Grosso   | Pays-Bas    | Alpecin-Deceuninck         | + 33 s           |
| 5e | Huub Artz          | Pays-Bas    | Intermarché-Wanty          | + 34 s           |

### 4eétape
| \| Classement de l'étape \| Classement de l'étape \| Classement de l'étape \| Classement de l'étape \| Classement de l'étape \| \| Coureur \| Coureur \| Pays \| Équipe \| Temps \| \| --------------------- \| --------------------- \| --------------------- \| -------------------------- \| --------------------- \| \| 1er \| Matthew Brennan \| Royaume-Uni \| Team Visma \\| Lease a Bike \| 2 h 53 min 29 s \| \| 2e \| Alexander Kristoff \| Norvège \| Uno-X Mobility \| + 0 s \| \| 3e \| Tobias Lund Andresen \| Danemark \| Team Picnic-PostNL \| + 0 s \| \| 4e \| Ethan Vernon \| Royaume-Uni \| Israel-Premier Tech \| + 0 s \| \| 5e \| Tibor Del Grosso \| Pays-Bas \| Alpecin-Deceuninck \| + 0 s \| |                      |             |                            |                 |
| |                      |             |                            |                 |
| |                      |             |                            |                 |
| Classement de l'étape |                      |             |                            |                 |
| Coureur | Coureur              | Pays        | Équipe                     | Temps           |
| 1er | Matthew Brennan      | Royaume-Uni | Team Visma \| Lease a Bike | 2 h 53 min 29 s |
| 2e | Alexander Kristoff   | Norvège     | Uno-X Mobility             | + 0 s           |
| 3e | Tobias Lund Andresen | Danemark    | Team Picnic-PostNL         | + 0 s           |
| 4e | Ethan Vernon         | Royaume-Uni | Israel-Premier Tech        | + 0 s           |
| 5e | Tibor Del Grosso     | Pays-Bas    | Alpecin-Deceuninck         | + 0 s           |

## Classements finals

### Classement général final
| \| Classement général \| Classement général \| Classement général \| Classement général \| Classement général \| \| Coureur \| Coureur \| Pays \| Équipe \| Temps \| \| ------------------ \| -------------------- \| ------------------ \| -------------------------- \| ------------------ \| \| 1er \| Matthew Brennan \| Royaume-Uni \| Team Visma \\| Lease a Bike \| 15 h 32 min 22 s \| \| 2e \| Victor Langellotti \| Monaco \| Ineos Grenadiers \| + 28 s \| \| 3e \| Jan Christen \| Suisse \| UAE Team Emirates XRG \| + 39 s \| \| 4e \| Tobias Lund Andresen \| Danemark \| Team Picnic-PostNL \| + 43 s \| \| 5e \| Tibor Del Grosso \| Pays-Bas \| Alpecin-Deceuninck \| + 43 s \| \| 6e \| Huub Artz \| Pays-Bas \| Intermarché-Wanty \| + 44 s \| \| 7e \| Ådne Holter \| Norvège \| Uno-X Mobility \| + 47 s \| \| 8e \| Jonas Geens \| Belgique \| Team Flanders-Baloise \| + 55 s \| \| 9e \| Fredrik Dversnes \| Norvège \| Uno-X Mobility \| + 1 min 00 s \| \| 10e \| Vincent Van Hemelen \| Belgique \| Team Flanders-Baloise \| + 1 min 00 s \| |                      |             |                            |                  |
| |                      |             |                            |                  |
| |                      |             |                            |                  |
| Classement général |                      |             |                            |                  |
| Coureur | Coureur              | Pays        | Équipe                     | Temps            |
| 1er | Matthew Brennan      | Royaume-Uni | Team Visma \| Lease a Bike | 15 h 32 min 22 s |
| 2e | Victor Langellotti   | Monaco      | Ineos Grenadiers           | + 28 s           |
| 3e | Jan Christen         | Suisse      | UAE Team Emirates XRG      | + 39 s           |
| 4e | Tobias Lund Andresen | Danemark    | Team Picnic-PostNL         | + 43 s           |
| 5e | Tibor Del Grosso     | Pays-Bas    | Alpecin-Deceuninck         | + 43 s           |
| 6e | Huub Artz            | Pays-Bas    | Intermarché-Wanty          | + 44 s           |
| 7e | Ådne Holter          | Norvège     | Uno-X Mobility             | + 47 s           |
| 8e | Jonas Geens          | Belgique    | Team Flanders-Baloise      | + 55 s           |
| 9e | Fredrik Dversnes     | Norvège     | Uno-X Mobility             | + 1 min 00 s     |
| 10e | Vincent Van Hemelen  | Belgique    | Team Flanders-Baloise      | + 1 min 00 s     |

### Évolution des classements
| Étape            | Vainqueur          | Classement général | Classement par points | Classement de la montagne | Classement du meilleur jeune | Classement par équipes |
| ---------------- | ------------------ | ------------------ | --------------------- | ------------------------- | ---------------------------- | ---------------------- |
| 1                | Storm Ingebrigtsen | Storm Ingebrigtsen | Storm Ingebrigtsen    | Storm Ingebrigtsen        | Storm Ingebrigtsen           | Coop-Repsol            |
| 2                | Matthew Brennan    | Matthew Brennan    | Matthew Brennan       | Emil Toudal               | Matthew Brennan              | Visma-Lease a Bike     |
| 3                | Maxim Van Gils     | Matthew Brennan    | Matthew Brennan       | Joshua Gudnitz            | Matthew Brennan              | Visma-Lease a Bike     |
| 4                | Matthew Brennan    | Matthew Brennan    | Matthew Brennan       | Emil Toudal               | Matthew Brennan              | Visma-Lease a Bike     |
| Classement final | Classement final   | Matthew Brennan    | Matthew Brennan       | Emil Toudal               | Matthew Brennan              | Visma-Lease a Bike     |

## Liste des participants
| Ineos Grenadiers IGD | Ineos Grenadiers IGD               | Ineos Grenadiers IGD |
| -------------------- | ---------------------------------- | -------------------- |
| Num                  | Coureur                            | Pos                  |
| 1                    | Axel Laurance (FRA)                | AB-1                 |
| 2                    | Andrew August (USA)                | 46e                  |
| 3                    | Omar Fraile (ESP)                  | 65e                  |
| 4                    | Victor Langellotti (MON)           | 2e                   |
| 5                    | Óscar Rodríguez Garaicoechea (ESP) | 41e                  |
| 6                    | Artem Shmidt (USA)                 | AB-3                 |

| Alpecin-Deceuninck ADC | Alpecin-Deceuninck ADC      | Alpecin-Deceuninck ADC |
| ---------------------- | --------------------------- | ---------------------- |
| Num                    | Coureur                     | Pos                    |
| 11                     | Tibor Del Grosso (NED)      | 5e                     |
| 12                     | Gal Glivar (SLO)            | 39e                    |
| 13                     | Johan Price-Pejtersen (DEN) | AB-4                   |
| 14                     | Lars Boven (NED)            | AB-1                   |
| 15                     | Laurens Sweeck (BEL)        | 81e                    |
| 16                     | Stan Van Tricht (BEL)       | 72e                    |

| Intermarché-Wanty IWA | Intermarché-Wanty IWA    | Intermarché-Wanty IWA |
| --------------------- | ------------------------ | --------------------- |
| Num                   | Coureur                  | Pos                   |
| 21                    | Alexander Kamp (DEN)     | 36e                   |
| 22                    | Halvor Dolven (NOR)      | 59e                   |
| 23                    | Arne Marit (BEL)         | NP-3                  |
| 24                    | Felix Ørn-Kristoff (NOR) | 51e                   |
| 25                    | Lorenzo Rota (ITA)       | 44e                   |
| 26                    | Huub Artz (NED)          | 6e                    |

| Red Bull-Bora-Hansgrohe RBH | Red Bull-Bora-Hansgrohe RBH | Red Bull-Bora-Hansgrohe RBH |
| --------------------------- | --------------------------- | --------------------------- |
| Num                         | Coureur                     | Pos                         |
| 31                          | Maxim Van Gils (BEL)        | 18e                         |
| 32                          | Emil Herzog (GER)           | 80e                         |
| 33                          | Filip Maciejuk (POL)        | 31e                         |
| 34                          | Ryan Mullen (IRL)           | 83e                         |
| 35                          | Anton Palzer (GER)          | 28e                         |
| 36                          | Tim van Dijke (NED)         | 30e                         |

| Team Picnic-PostNL TPP | Team Picnic-PostNL TPP        | Team Picnic-PostNL TPP |
| ---------------------- | ----------------------------- | ---------------------- |
| Num                    | Coureur                       | Pos                    |
| 41                     | Tobias Lund Andresen (DEN)    | 4e                     |
| 42                     | Bjoern Koerdt (GBR)           | 12e                    |
| 43                     | Juan Guillermo Martínez (COL) | 66e                    |
| 44                     | Tim Naberman (NED)            | 73e                    |
| 45                     | Kevin Vermaerke (USA)         | 20e                    |
| 46                     | Mees Vlot (NED)               | 88e                    |

| Team Visma \| Lease a Bike TVL | Team Visma \| Lease a Bike TVL | Team Visma \| Lease a Bike TVL |
| ------------------------------ | ------------------------------ | ------------------------------ |
| Num                            | Coureur                        | Pos                            |
| 51                             | Per Strand Hagenes (NOR)       | 26e                            |
| 52                             | Matthew Brennan (GBR)          | 1er                            |
| 53                             | Jørgen Nordhagen (NOR)         | 13e                            |
| 54                             | Attila Valter (HUN) (route)    | 14e                            |
| 55                             | Tosh Van der Sande (BEL)       | 77e                            |
| 56                             | Thomas Gloag (GBR)             | 76e                            |

| UAE Team Emirates XRG UAD | UAE Team Emirates XRG UAD    | UAE Team Emirates XRG UAD |
| ------------------------- | ---------------------------- | ------------------------- |
| Num                       | Coureur                      | Pos                       |
| 61                        | Vegard Stake Laengen (NOR)   | 40e                       |
| 62                        | Rui Oliveira (POR)           | 78e                       |
| 63                        | Mikkel Norsgaard Bjerg (DEN) | 38e                       |
| 64                        | Alessandro Covi (ITA)        | 11e                       |
| 65                        | Jan Christen (SUI)           | 3e                        |
| 66                        | Sebastián Molano (COL)       | 62e                       |

| Israel-Premier Tech IPT | Israel-Premier Tech IPT | Israel-Premier Tech IPT |
| ----------------------- | ----------------------- | ----------------------- |
| Num                     | Coureur                 | Pos                     |
| 71                      | Floris Van Tricht (BEL) | 79e                     |
| 72                      | Itamar Einhorn (ISR)    | 85e                     |
| 73                      | Krists Neilands (LAT)   | 57e                     |
| 74                      | Tom Van Asbroeck (BEL)  | 21e                     |
| 75                      | Ethan Vernon (GBR)      | 50e                     |
| 76                      | Kiaan Watts (NZL)       | 58e                     |

| Lotto LOT | Lotto LOT                   | Lotto LOT |
| --------- | --------------------------- | --------- |
| Num       | Coureur                     | Pos       |
| 81        | Toon Aerts (BEL)            | 43e       |
| 82        | Arjen Livyns (BEL)          | 16e       |
| 83        | Eduardo Sepúlveda (ARG)     | 61e       |
| 84        | Lionel Taminiaux (BEL)      | 84e       |
| 85        | Henri Vandenabeele (BEL)    | 19e       |
| 86        | Jonas Gregaard Wilsly (DEN) | 42e       |

| Team Flanders-Baloise TFB | Team Flanders-Baloise TFB | Team Flanders-Baloise TFB |
| ------------------------- | ------------------------- | ------------------------- |
| Num                       | Coureur                   | Pos                       |
| 91                        | Brem Deman (BEL)          | 29e                       |
| 92                        | Jonas Geens (BEL)         | 8e                        |
| 93                        | Elias Maris (BEL)         | 32e                       |
| 94                        | Vincent Van Hemelen (BEL) | 10e                       |
| 95                        | Dylan Vandenstorme (BEL)  | 56e                       |
| 96                        | Ward Vanhoof (BEL)        | 24e                       |

| Unibet Tietema Rockets RKT | Unibet Tietema Rockets RKT        | Unibet Tietema Rockets RKT |
| -------------------------- | --------------------------------- | -------------------------- |
| Num                        | Coureur                           | Pos                        |
| 101                        | Odd Christian Eiking (NOR)        | 33e                        |
| 102                        | Cedrik Bakke Christophersen (NOR) | 15e                        |
| 103                        | Hartthijs de Vries (NED)          | 37e                        |
| 104                        | Jelle Johannink (NED)             | 63e                        |
| 105                        | Martijn Budding (NED)             | 70e                        |
| 106                        | Wessel Mouris (NED)               | 35e                        |

| Uno-X Mobility UXM | Uno-X Mobility UXM       | Uno-X Mobility UXM |
| ------------------ | ------------------------ | ------------------ |
| Num                | Coureur                  | Pos                |
| 111                | Alexander Kristoff (NOR) | 48e                |
| 112                | Fredrik Dversnes (NOR)   | 9e                 |
| 113                | Ådne Holter (NOR)        | 7e                 |
| 114                | William Blume Levy (DEN) | 52e                |
| 115                | Anders Skaarseth (NOR)   | 55e                |
| 116                | Rasmus Tiller (NOR)      | 69e                |

| Norvège NOR | Norvège NOR              | Norvège NOR |
| ----------- | ------------------------ | ----------- |
| Num         | Coureur                  | Pos         |
| 121         | Daniel Årnes             | 54e         |
| 122         | Trym Brennsæter          | AB-4        |
| 123         | Marius Innhaug Dahl      | 34e         |
| 124         | Simen Evertsen-Hegreberg | 87e         |
| 125         | Kasper Haugland          | 74e         |
| 126         | Peder Dahl Strand        | 71e         |

| Lillehammer CK Continental Team LCT | Lillehammer CK Continental Team LCT | Lillehammer CK Continental Team LCT |
| ----------------------------------- | ----------------------------------- | ----------------------------------- |
| Num                                 | Coureur                             | Pos                                 |
| 131                                 | Brage Aulstad (NOR)                 | 82e                                 |
| 132                                 | Henrik Teslo Fjellheim (NOR)        | 60e                                 |
| 133                                 | Ludvik Holstad (NOR)                | 47e                                 |
| 134                                 | Georg Rydningen Martinsen (NOR)     | 64e                                 |
| 135                                 | Toralf Rydningen Martinsen (NOR)    | 25e                                 |
| 136                                 | Even Thorvaldsen                    | 27e                                 |

| Team Coop-Repsol TCR | Team Coop-Repsol TCR          | Team Coop-Repsol TCR |
| -------------------- | ----------------------------- | -------------------- |
| Num                  | Coureur                       | Pos                  |
| 141                  | Eirik Vang Aas (NOR)          | 75e                  |
| 142                  | Karsten Feldmann (NOR)        | 53e                  |
| 143                  | Eivind Broholt Fougner (NOR)  | AB-1                 |
| 144                  | Storm Ingebrigtsen (NOR)      | 22e                  |
| 145                  | Halvor Utengen Sandstad (NOR) | AB-1                 |
| 146                  | Anton Stensby (NOR)           | 45e                  |

| Project Echelon Racing PEC | Project Echelon Racing PEC | Project Echelon Racing PEC |
| -------------------------- | -------------------------- | -------------------------- |
| Num                        | Coureur                    | Pos                        |
| 151                        | Cade Bickmore (USA)        | AB-1                       |
| 152                        | Ethan Craine (NZL)         | AB-3                       |
| 153                        | Laurent Gervais (CAN)      | 68e                        |
| 154                        | Kieran Haug (USA)          | 49e                        |
| 155                        | Colby Lange (USA)          | AB-3                       |
| 156                        | Jonas Walton (CAN)         | AB-4                       |

| ColoQuick TCQ | ColoQuick TCQ        | ColoQuick TCQ |
| ------------- | -------------------- | ------------- |
| Num           | Coureur              | Pos           |
| 161           | Joshua Gudnitz (DEN) | 86e           |
| 162           | Malte Hellerup (DEN) | 23e           |
| 163           | Adam Holm (DEN)      | AB-1          |
| 164           | Morten Nørtoft (DEN) | 17e           |
| 165           | Tobias Svarre (DEN)  | AB-1          |
| 166           | Emil Toudal (DEN)    | 67e           |

| Ineos Grenadiers IGD | Ineos Grenadiers IGD               | Ineos Grenadiers IGD |
| -------------------- | ---------------------------------- | -------------------- |
| Num                  | Coureur                            | Pos                  |
| 1                    | Axel Laurance (FRA)                | AB-1                 |
| 2                    | Andrew August (USA)                | 46e                  |
| 3                    | Omar Fraile (ESP)                  | 65e                  |
| 4                    | Victor Langellotti (MON)           | 2e                   |
| 5                    | Óscar Rodríguez Garaicoechea (ESP) | 41e                  |
| 6                    | Artem Shmidt (USA)                 | AB-3                 |

| Alpecin-Deceuninck ADC | Alpecin-Deceuninck ADC      | Alpecin-Deceuninck ADC |
| ---------------------- | --------------------------- | ---------------------- |
| Num                    | Coureur                     | Pos                    |
| 11                     | Tibor Del Grosso (NED)      | 5e                     |
| 12                     | Gal Glivar (SLO)            | 39e                    |
| 13                     | Johan Price-Pejtersen (DEN) | AB-4                   |
| 14                     | Lars Boven (NED)            | AB-1                   |
| 15                     | Laurens Sweeck (BEL)        | 81e                    |
| 16                     | Stan Van Tricht (BEL)       | 72e                    |

| Intermarché-Wanty IWA | Intermarché-Wanty IWA    | Intermarché-Wanty IWA |
| --------------------- | ------------------------ | --------------------- |
| Num                   | Coureur                  | Pos                   |
| 21                    | Alexander Kamp (DEN)     | 36e                   |
| 22                    | Halvor Dolven (NOR)      | 59e                   |
| 23                    | Arne Marit (BEL)         | NP-3                  |
| 24                    | Felix Ørn-Kristoff (NOR) | 51e                   |
| 25                    | Lorenzo Rota (ITA)       | 44e                   |
| 26                    | Huub Artz (NED)          | 6e                    |

| Red Bull-Bora-Hansgrohe RBH | Red Bull-Bora-Hansgrohe RBH | Red Bull-Bora-Hansgrohe RBH |
| --------------------------- | --------------------------- | --------------------------- |
| Num                         | Coureur                     | Pos                         |
| 31                          | Maxim Van Gils (BEL)        | 18e                         |
| 32                          | Emil Herzog (GER)           | 80e                         |
| 33                          | Filip Maciejuk (POL)        | 31e                         |
| 34                          | Ryan Mullen (IRL)           | 83e                         |
| 35                          | Anton Palzer (GER)          | 28e                         |
| 36                          | Tim van Dijke (NED)         | 30e                         |

| Team Picnic-PostNL TPP | Team Picnic-PostNL TPP        | Team Picnic-PostNL TPP |
| ---------------------- | ----------------------------- | ---------------------- |
| Num                    | Coureur                       | Pos                    |
| 41                     | Tobias Lund Andresen (DEN)    | 4e                     |
| 42                     | Bjoern Koerdt (GBR)           | 12e                    |
| 43                     | Juan Guillermo Martínez (COL) | 66e                    |
| 44                     | Tim Naberman (NED)            | 73e                    |
| 45                     | Kevin Vermaerke (USA)         | 20e                    |
| 46                     | Mees Vlot (NED)               | 88e                    |

| Team Visma \| Lease a Bike TVL | Team Visma \| Lease a Bike TVL | Team Visma \| Lease a Bike TVL |
| ------------------------------ | ------------------------------ | ------------------------------ |
| Num                            | Coureur                        | Pos                            |
| 51                             | Per Strand Hagenes (NOR)       | 26e                            |
| 52                             | Matthew Brennan (GBR)          | 1er                            |
| 53                             | Jørgen Nordhagen (NOR)         | 13e                            |
| 54                             | Attila Valter (HUN) (route)    | 14e                            |
| 55                             | Tosh Van der Sande (BEL)       | 77e                            |
| 56                             | Thomas Gloag (GBR)             | 76e                            |

| UAE Team Emirates XRG UAD | UAE Team Emirates XRG UAD    | UAE Team Emirates XRG UAD |
| ------------------------- | ---------------------------- | ------------------------- |
| Num                       | Coureur                      | Pos                       |
| 61                        | Vegard Stake Laengen (NOR)   | 40e                       |
| 62                        | Rui Oliveira (POR)           | 78e                       |
| 63                        | Mikkel Norsgaard Bjerg (DEN) | 38e                       |
| 64                        | Alessandro Covi (ITA)        | 11e                       |
| 65                        | Jan Christen (SUI)           | 3e                        |
| 66                        | Sebastián Molano (COL)       | 62e                       |

| Israel-Premier Tech IPT | Israel-Premier Tech IPT | Israel-Premier Tech IPT |
| ----------------------- | ----------------------- | ----------------------- |
| Num                     | Coureur                 | Pos                     |
| 71                      | Floris Van Tricht (BEL) | 79e                     |
| 72                      | Itamar Einhorn (ISR)    | 85e                     |
| 73                      | Krists Neilands (LAT)   | 57e                     |
| 74                      | Tom Van Asbroeck (BEL)  | 21e                     |
| 75                      | Ethan Vernon (GBR)      | 50e                     |
| 76                      | Kiaan Watts (NZL)       | 58e                     |

| Lotto LOT | Lotto LOT                   | Lotto LOT |
| --------- | --------------------------- | --------- |
| Num       | Coureur                     | Pos       |
| 81        | Toon Aerts (BEL)            | 43e       |
| 82        | Arjen Livyns (BEL)          | 16e       |
| 83        | Eduardo Sepúlveda (ARG)     | 61e       |
| 84        | Lionel Taminiaux (BEL)      | 84e       |
| 85        | Henri Vandenabeele (BEL)    | 19e       |
| 86        | Jonas Gregaard Wilsly (DEN) | 42e       |

| Team Flanders-Baloise TFB | Team Flanders-Baloise TFB | Team Flanders-Baloise TFB |
| ------------------------- | ------------------------- | ------------------------- |
| Num                       | Coureur                   | Pos                       |
| 91                        | Brem Deman (BEL)          | 29e                       |
| 92                        | Jonas Geens (BEL)         | 8e                        |
| 93                        | Elias Maris (BEL)         | 32e                       |
| 94                        | Vincent Van Hemelen (BEL) | 10e                       |
| 95                        | Dylan Vandenstorme (BEL)  | 56e                       |
| 96                        | Ward Vanhoof (BEL)        | 24e                       |

| Unibet Tietema Rockets RKT | Unibet Tietema Rockets RKT        | Unibet Tietema Rockets RKT |
| -------------------------- | --------------------------------- | -------------------------- |
| Num                        | Coureur                           | Pos                        |
| 101                        | Odd Christian Eiking (NOR)        | 33e                        |
| 102                        | Cedrik Bakke Christophersen (NOR) | 15e                        |
| 103                        | Hartthijs de Vries (NED)          | 37e                        |
| 104                        | Jelle Johannink (NED)             | 63e                        |
| 105                        | Martijn Budding (NED)             | 70e                        |
| 106                        | Wessel Mouris (NED)               | 35e                        |

| Uno-X Mobility UXM | Uno-X Mobility UXM       | Uno-X Mobility UXM |
| ------------------ | ------------------------ | ------------------ |
| Num                | Coureur                  | Pos                |
| 111                | Alexander Kristoff (NOR) | 48e                |
| 112                | Fredrik Dversnes (NOR)   | 9e                 |
| 113                | Ådne Holter (NOR)        | 7e                 |
| 114                | William Blume Levy (DEN) | 52e                |
| 115                | Anders Skaarseth (NOR)   | 55e                |
| 116                | Rasmus Tiller (NOR)      | 69e                |

| Norvège NOR | Norvège NOR              | Norvège NOR |
| ----------- | ------------------------ | ----------- |
| Num         | Coureur                  | Pos         |
| 121         | Daniel Årnes             | 54e         |
| 122         | Trym Brennsæter          | AB-4        |
| 123         | Marius Innhaug Dahl      | 34e         |
| 124         | Simen Evertsen-Hegreberg | 87e         |
| 125         | Kasper Haugland          | 74e         |
| 126         | Peder Dahl Strand        | 71e         |

| Lillehammer CK Continental Team LCT | Lillehammer CK Continental Team LCT | Lillehammer CK Continental Team LCT |
| ----------------------------------- | ----------------------------------- | ----------------------------------- |
| Num                                 | Coureur                             | Pos                                 |
| 131                                 | Brage Aulstad (NOR)                 | 82e                                 |
| 132                                 | Henrik Teslo Fjellheim (NOR)        | 60e                                 |
| 133                                 | Ludvik Holstad (NOR)                | 47e                                 |
| 134                                 | Georg Rydningen Martinsen (NOR)     | 64e                                 |
| 135                                 | Toralf Rydningen Martinsen (NOR)    | 25e                                 |
| 136                                 | Even Thorvaldsen                    | 27e                                 |

| Team Coop-Repsol TCR | Team Coop-Repsol TCR          | Team Coop-Repsol TCR |
| -------------------- | ----------------------------- | -------------------- |
| Num                  | Coureur                       | Pos                  |
| 141                  | Eirik Vang Aas (NOR)          | 75e                  |
| 142                  | Karsten Feldmann (NOR)        | 53e                  |
| 143                  | Eivind Broholt Fougner (NOR)  | AB-1                 |
| 144                  | Storm Ingebrigtsen (NOR)      | 22e                  |
| 145                  | Halvor Utengen Sandstad (NOR) | AB-1                 |
| 146                  | Anton Stensby (NOR)           | 45e                  |

| Project Echelon Racing PEC | Project Echelon Racing PEC | Project Echelon Racing PEC |
| -------------------------- | -------------------------- | -------------------------- |
| Num                        | Coureur                    | Pos                        |
| 151                        | Cade Bickmore (USA)        | AB-1                       |
| 152                        | Ethan Craine (NZL)         | AB-3                       |
| 153                        | Laurent Gervais (CAN)      | 68e                        |
| 154                        | Kieran Haug (USA)          | 49e                        |
| 155                        | Colby Lange (USA)          | AB-3                       |
| 156                        | Jonas Walton (CAN)         | AB-4                       |

| ColoQuick TCQ | ColoQuick TCQ        | ColoQuick TCQ |
| ------------- | -------------------- | ------------- |
| Num           | Coureur              | Pos           |
| 161           | Joshua Gudnitz (DEN) | 86e           |
| 162           | Malte Hellerup (DEN) | 23e           |
| 163           | Adam Holm (DEN)      | AB-1          |
| 164           | Morten Nørtoft (DEN) | 17e           |
| 165           | Tobias Svarre (DEN)  | AB-1          |
| 166           | Emil Toudal (DEN)    | 67e           |